# 1842 год
1842 (ты́сяча восемьсо́т со́рок второ́й) год  по григорианскому календарю — невисокосный год, начинающийся в субботу. Это 1842 год нашей эры, 2‑й год 5‑го десятилетия XIX века 2‑го тысячелетия, 3‑й год 1840‑х годов. Он закончился 183 года назад.
| Пн | Вт | Ср | Чт | Пт | Сб | Вс |
|    |    |    |    |    | 1  | 2  |
| 3  | 4  | 5  | 6  | 7  | 8  | 9  |
| 10 | 11 | 12 | 13 | 14 | 15 | 16 |
| 17 | 18 | 19 | 20 | 21 | 22 | 23 |
| 24 | 25 | 26 | 27 | 28 | 29 | 30 |
| 31 |    |    |    |    |    |    |

| Пн | Вт | Ср | Чт | Пт | Сб | Вс |
|    | 1  | 2  | 3  | 4  | 5  | 6  |
| 7  | 8  | 9  | 10 | 11 | 12 | 13 |
| 14 | 15 | 16 | 17 | 18 | 19 | 20 |
| 21 | 22 | 23 | 24 | 25 | 26 | 27 |
| 28 |    |    |    |    |    |    |

| Пн | Вт | Ср | Чт | Пт | Сб | Вс |
|    | 1  | 2  | 3  | 4  | 5  | 6  |
| 7  | 8  | 9  | 10 | 11 | 12 | 13 |
| 14 | 15 | 16 | 17 | 18 | 19 | 20 |
| 21 | 22 | 23 | 24 | 25 | 26 | 27 |
| 28 | 29 | 30 | 31 |    |    |    |

| Пн | Вт | Ср | Чт | Пт | Сб | Вс |
|    |    |    |    | 1  | 2  | 3  |
| 4  | 5  | 6  | 7  | 8  | 9  | 10 |
| 11 | 12 | 13 | 14 | 15 | 16 | 17 |
| 18 | 19 | 20 | 21 | 22 | 23 | 24 |
| 25 | 26 | 27 | 28 | 29 | 30 |    |

| Пн | Вт | Ср | Чт | Пт | Сб | Вс |
|    |    |    |    |    |    | 1  |
| 2  | 3  | 4  | 5  | 6  | 7  | 8  |
| 9  | 10 | 11 | 12 | 13 | 14 | 15 |
| 16 | 17 | 18 | 19 | 20 | 21 | 22 |
| 23 | 24 | 25 | 26 | 27 | 28 | 29 |
| 30 | 31 |    |    |    |    |    |

| Пн | Вт | Ср | Чт | Пт | Сб | Вс |
|    |    | 1  | 2  | 3  | 4  | 5  |
| 6  | 7  | 8  | 9  | 10 | 11 | 12 |
| 13 | 14 | 15 | 16 | 17 | 18 | 19 |
| 20 | 21 | 22 | 23 | 24 | 25 | 26 |
| 27 | 28 | 29 | 30 |    |    |    |

| Пн | Вт | Ср | Чт | Пт | Сб | Вс |
|    |    |    |    | 1  | 2  | 3  |
| 4  | 5  | 6  | 7  | 8  | 9  | 10 |
| 11 | 12 | 13 | 14 | 15 | 16 | 17 |
| 18 | 19 | 20 | 21 | 22 | 23 | 24 |
| 25 | 26 | 27 | 28 | 29 | 30 | 31 |

| Пн | Вт | Ср | Чт | Пт | Сб | Вс |
| 1  | 2  | 3  | 4  | 5  | 6  | 7  |
| 8  | 9  | 10 | 11 | 12 | 13 | 14 |
| 15 | 16 | 17 | 18 | 19 | 20 | 21 |
| 22 | 23 | 24 | 25 | 26 | 27 | 28 |
| 29 | 30 | 31 |    |    |    |    |

| Пн | Вт | Ср | Чт | Пт | Сб | Вс |
|    |    |    | 1  | 2  | 3  | 4  |
| 5  | 6  | 7  | 8  | 9  | 10 | 11 |
| 12 | 13 | 14 | 15 | 16 | 17 | 18 |
| 19 | 20 | 21 | 22 | 23 | 24 | 25 |
| 26 | 27 | 28 | 29 | 30 |    |    |

| Пн | Вт | Ср | Чт | Пт | Сб | Вс |
|    |    |    |    |    | 1  | 2  |
| 3  | 4  | 5  | 6  | 7  | 8  | 9  |
| 10 | 11 | 12 | 13 | 14 | 15 | 16 |
| 17 | 18 | 19 | 20 | 21 | 22 | 23 |
| 24 | 25 | 26 | 27 | 28 | 29 | 30 |
| 31 |    |    |    |    |    |    |

| Пн | Вт | Ср | Чт | Пт | Сб | Вс |
|    | 1  | 2  | 3  | 4  | 5  | 6  |
| 7  | 8  | 9  | 10 | 11 | 12 | 13 |
| 14 | 15 | 16 | 17 | 18 | 19 | 20 |
| 21 | 22 | 23 | 24 | 25 | 26 | 27 |
| 28 | 29 | 30 |    |    |    |    |

| Пн | Вт | Ср | Чт | Пт | Сб | Вс |
|    |    |    | 1  | 2  | 3  | 4  |
| 5  | 6  | 7  | 8  | 9  | 10 | 11 |
| 12 | 13 | 14 | 15 | 16 | 17 | 18 |
| 19 | 20 | 21 | 22 | 23 | 24 | 25 |
| 26 | 27 | 28 | 29 | 30 | 31 |    |

## События
- 6 января — Первая англо-афганская война: началась эвакуация британских войск из Афганистана. Части генерала Уильяма Эльфинстона выступили из Кабула в направлении Джелалабада[1].
- 10 января — Первая англо-афганская война: британские части генерала Эльфинстона вступили в Джагдалакское ущелье, где вскоре были уничтожены афганцами. 14 января единственный оставшийся в живых англичанин, бригадный хирург Уильям Брайден, добрался до Джелалабада и сообщил о гибели армии[2].
- 1 марта — была открыта первая сберегательная касса в России[3].
- 5 апреля — Первая англо-афганская война: в Кабуле застрелен из засады шах Афганистана Шуджа уль Мульк, приведённый к власти англичанами в 1839 году. Его труп сброшен в арык[4].
- 13 апреля — Франсиско Морасан во главе перешедшей на его сторону армии вошёл в столицу Коста-Рики — Сан-Хосе[5].
- 5 мая — Великий пожар в Гамбурге.
- 27 мая — Франсиско Морасан ввёл в Коста-Рике военное положение, всеобщую воинскую повинность и установил чрезвычайный подоходный налог[6].
- 20 июля — в Сан-Хосе Франсиско Морасан издал декрет, объявляющий Коста-Рику частью Центральноамериканской Республики, чем фактически объявил войну всем государствам региона[6].
- 21 июля — поднявшись вверх по реке Янцзы, британские войска взяли город Чжэньцзян, очередное поражение китайцев в Первой опиумной войне.[источник не указан 2581 день]
- 4 августа — начало забастовки рабочих в северных графствах Англии. Забастовка начала ослабевать после Чартистской конференции в Манчестере 17 августа 1842 г.. Была подавлена полицией, после чего начался спад чартистского движения.
- 28 августа — потерпел крушение британский корабль «Ватерлоо»[англ.]; погибло 189 человек[7].
- 29 августа — между Великобританией и Китаем подписан Нанкинский договор, завершивший  Первую Опиумную войну, длившуюся с 1839 года (официально объявлена в апреле 1840 года). Представители цинского императора приняли все требования британской короны: Гонконг «навечно» закрепляется за Великобританией, введена свобода торговли опиумом[8].
- 11 сентября — военный переворот в Коста-Рике. Свергнут Франсиско Морасан[6].
- 14 сентября — произошёл большой пожар в Перми, в котором погибла вся центральная часть города. После пожара и отстройки административный центр окончательно сместился в район улиц Покровской (ныне Ленина) и Сибирской.[9]
- 15 сентября — на центральной площади Сан-Хосе расстрелян бывший руководитель Центральной Америки Франсиско Морасан[6].
- 25 ноября — Консул Республики Карлос Антонио Лопес провозглашает независимость Парагвая, так как в 1813 году этого формально сделано не было. Отмечается, что все 30 лет страна была суверенным государством
- Закон об обязанных крестьянах, в соответствии с которым крестьяне могли с согласия помещиков получать личную свободу и землю в наследственное пользование
- В Горы-Горецком земледельческом институте впервые в мировой практике начали готовить менеджеров для сельскохозяйственного производства[10]
- Английский биолог Ричард Оуэн (1804—1892) выделил подотряд рептилий и назвал его «Dinosauria», куда включил игуанодона, мегалозавра, гилеозавра и цетиозавра.
- В Санкт-Петербурге Капитул императорских орденов был включен в состав Министерства Императорского двора

## Родились
См. также: Категория:Родившиеся в 1842 году
- 15 января — Поль Лафарг, французский экономист и политический деятель, один из крупных марксистских теоретиков (ум.1911)
- 17 января — Василий Григорьевич Авсеенко, русский писатель, литературный критик и публицист (ум. 1913).
- 25 февраля — Карл Май, немецкий писатель (ум. 1912).
- 26 февраля — Камиль Фламмарион, французский астроном, известный популяризатор астрономии (ум. 1925).
- 1 марта — Фридрих Гельбке (1842—1922) — русский и немецкий педагог и переводчик; доктор наук.
- 18 марта — Стефан Малларме, французский поэт-символист (ум. 1898).
- 1 апреля — Ахмед Ораби-паша, египетский военный и политический деятель, руководитель борьбы с Великобританией в период Англо-египетской войны 1882 года (ум.1911)
- 25 апреля — Фёдор Никифорович Плевако, русский адвокат и судебный оратор (ум. 1908).
- 23 мая — Мария Конопницкая, польская писательница (ум. 1910).
- 24 июня — Амброз Бирс, американский писатель (исчез в 1914).
- 11 сентября — Варфоломей Зайцев, русский публицист и литературный критик (ум. 1882).
- 21 сентября — Абдул-Хамид II — султан Османской империи в 1876—1909 годах (ум. 1918).
- 26 октября — Василий Васильевич Верещагин, русский художник (ум. 1904).
- 27 ноября — Николай Константинович Михайловский, русский публицист, социолог, литературный критик, теоретик народничества (ум. 1904).
- 9 декабря — Пётр Кропоткин, русский теоретик анархизма, историк, литератор (ум. в 1921).
- 12 декабря — Альфред Парланд, русский архитектор (ум. в 1919).

## Скончались
См. также: Категория:Умершие в 1842 году
- 29 января — Пьер Жак Этьен Камбронн, французский генерал (род. 1770).
- 15 марта — Луиджи Керубини, итальянский композитор и музыкальный теоретик (род. 1760).
- 20 марта — Джордж Паркер, британский пэр и политик (род. 1755).
- 23 марта — Стендаль (настоящее имя и фамилия Анри Мари Бейль), французский писатель (род. 1783).
- 1 мая — Михаил Трофимович Каченовский, русский историк, переводчик, литературный критик (род. 1775).
- 24 октября — Бернардо О’Хиггинс, революционер, национальный герой Чили, руководитель борьбы за независимость испанских колоний в Южной Америке, Верховный правитель Чили (род. 1778).
- 10 ноября — Алексей Васильевич Кольцов, русский поэт (род. 1808).
- 16 ноября — Василий Назарович Каразин, русский и украинский учёный, инженер и общественный деятель, основатель Харьковского университета (род. 1773).